# Tomás Gil
Tomás Aurelio Gil Martínez (* 23. Mai 1977 in Caracas) ist ein ehemaliger venezolanischer Radrennfahrer, der auf der Bahn und der Straße aktiv war.

## Karriere
1998 gehörte Tomás Gil zum venezolanischen Bahn-Vierer, der bei den Zentralamerika- und Karibikspiele, die Silbermedaille in der Mannschaftsverfolgung die Silbermedaille errang. Vier Jahre später gelang der Mannschaft mit Gil derselbe Erfolg; gemeinsam mit Miguel Ubeto gewann er zudem die Bronzemedaille im Zweier-Mannschaftsfahren. Bei den panamerikanischen Meisterschaften 2004 gewann er mit seinem Team die Silbermedaille in der Mannschaftsverfolgung. In der Einerverfolgung wurde er ebenfalls Zweiter. 
Danach widmete sich Gil vermehrt dem Straßenradsport. Zu seinen größten Erfolgen in dieser Disziplin zählen der Gesemtsieg der Vuelta a Venezuela im Jahr 2010 und fünf venezolanische Meistertitel, darunter vier im Einzelzeitfahren und einer im Straßenrennen. 2012 startete Tomás Gil bei den Olympischen Spielen in London, wo er im Straßenrennen Platz 70 und im Einzelzeitfahren Platz 33 belegte. Im selben Jahr erhielt er seinen ersten Vertrag bei einem Professional Continental Team, der italienisch-venezolanischen Mannschaft Androni Giocattoli-Venezuela, für die er am Giro d’Italia 2013 teilnahm, den er jedoch nicht beenden konnte.
Nach Ablauf der Saison 2016 beendete Gil seine Karriere als Radrennfahrer.

## Erfolge
2004
- Panamerikanische Meisterschaften – Mannschaftsverfolgung
- Panamerikanische Meisterschaften – Einerverfolgung

2006
- Venezolanischer Meister – Einzelzeitfahren

2007
- Venezolanischer Meister – Straßenrennen

2008
- Venezolanischer Meister – Einzelzeitfahren

2010
- Venezolanischer Meister – Einzelzeitfahren
- Gesamtwertung und eine Etappe Vuelta a Venezuela

2011
- Gesamtwertung und eine Etappe Vuelta a la Independencia Nacional

2012
- eine Etappe Vuelta al Táchira
- Venezolanischer Meister – Einzelzeitfahren

## Teams
- 2012 Androni Giocattoli-Venezuela
- 2013 Androni Giocattoli-Venezuela
- 2014 Neri Sottoli
- 2015 Southeast
- 2016 Wilier Triestina-Southeast